# Mehrzamīn
Mehrzamīn (persiska: مهرزمين) är en ort i Iran.   Den ligger i provinsen Qom, i den centrala delen av landet, 150 km sydväst om huvudstaden Teheran. Mehrzamīn ligger 1 854 meter över havet och antalet invånare är 479.
Terrängen runt Mehrzamīn är kuperad.Runt Mehrzamīn är det ganska tätbefolkat, med 100 invånare per kvadratkilometer. Närmaste större samhälle är Tafresh, 17,4 km sydväst om Mehrzamīn. Trakten runt Mehrzamīn består i huvudsak av gräsmarker.